# زرشک زینتی
زرشک زینتی(نام علمی: Berberis thunbergii) نام یک گونه از سرده زرشک است.
نتایج تحقیقات نشان داده است زرشک زینتی گیاهی متحمل به تنش خشکی و کم آبیاری است. این گیاه قادر است با دریافت ۲۰ درصد از آب مورد نیاز خود، به حیات ادامه دهد. بنابراین در شرایطی که محدودیت آب وجود داشته باشد، تنش موجب از بین رفتن این گیاه نخواهد شد و می‌توان با آبیاری مجدد، گیاه را به حالت طبیعی خود بازگردادند.

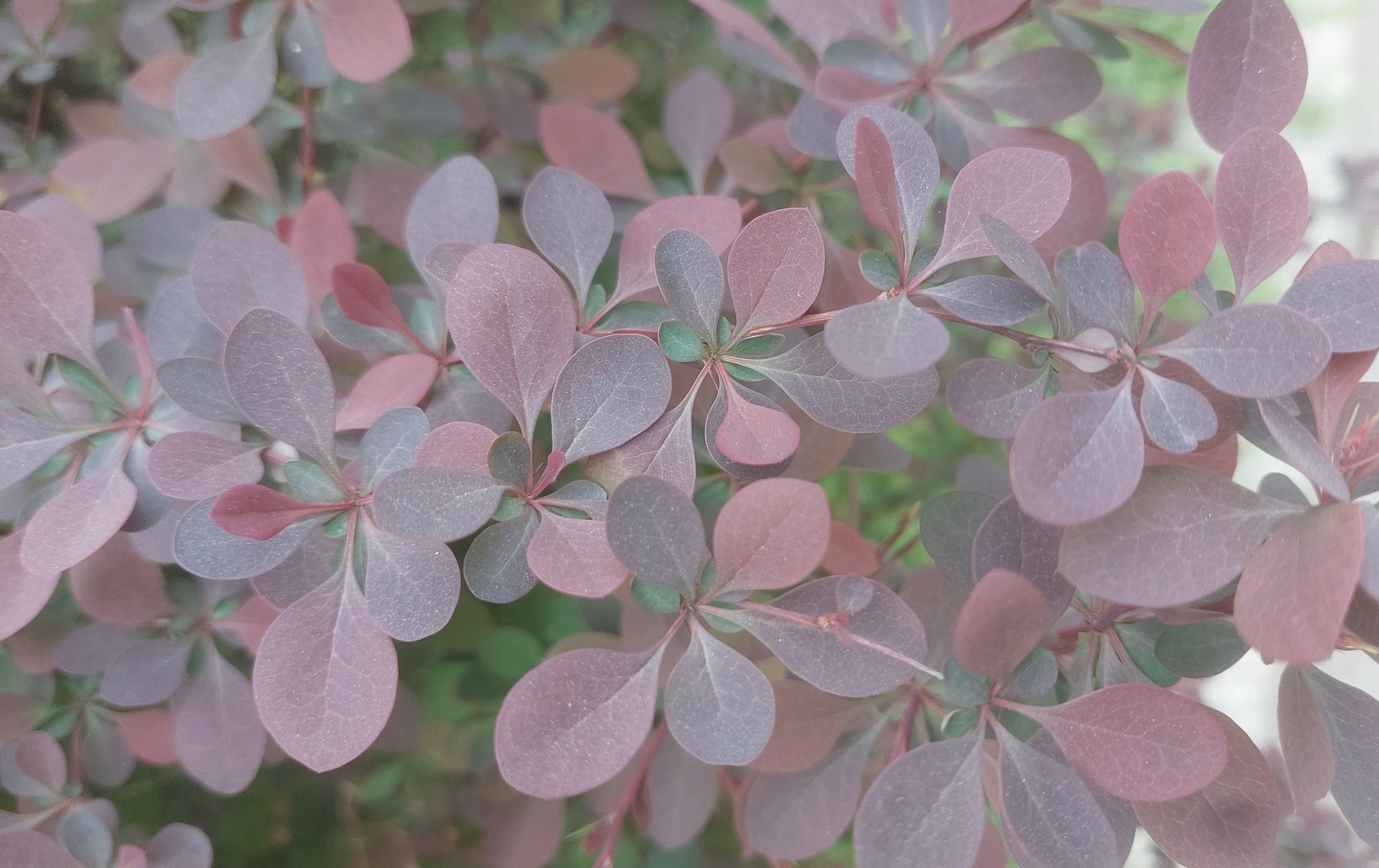
گیاه زرشک زینتی

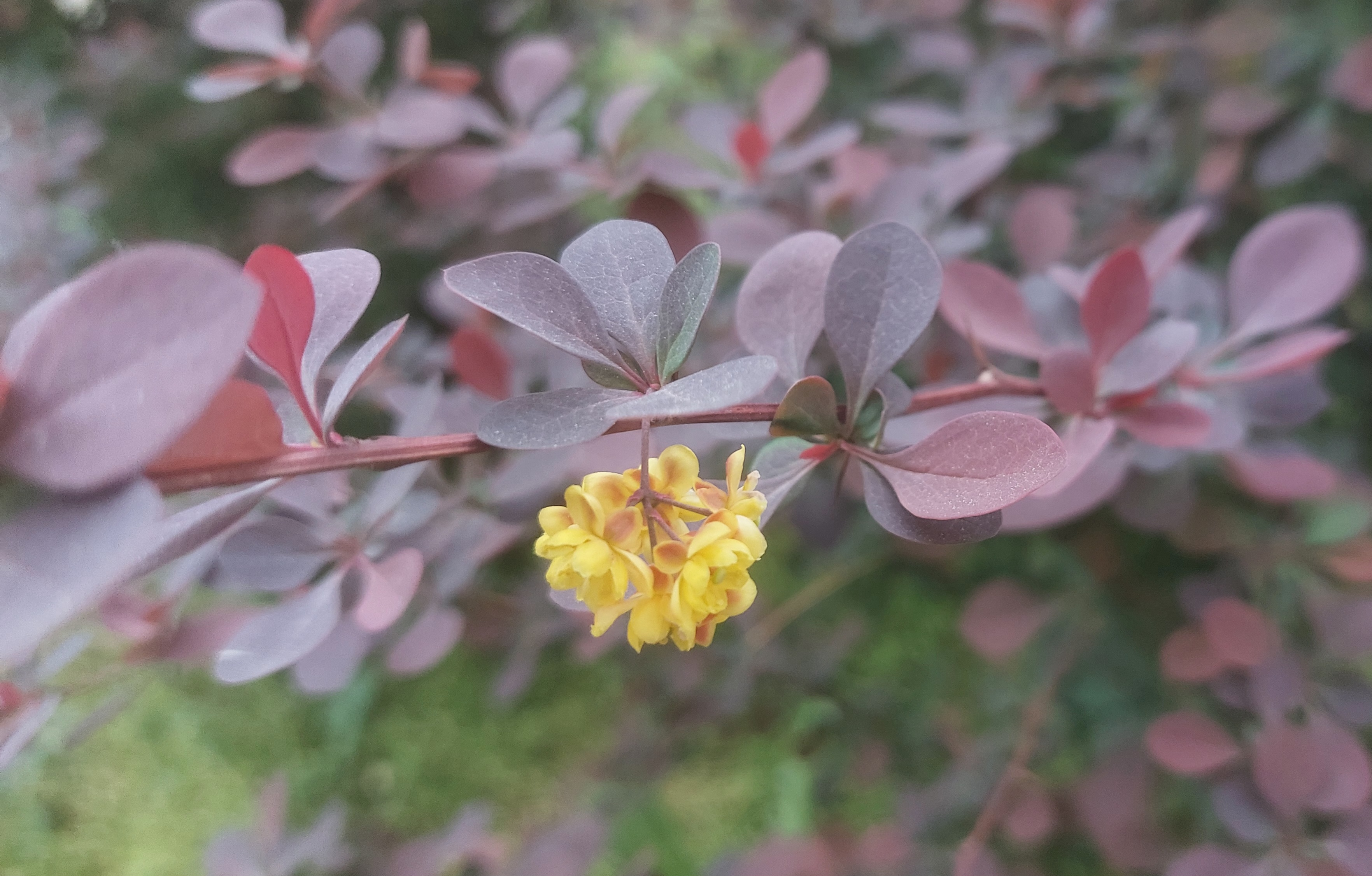
گل زرشک زینتی

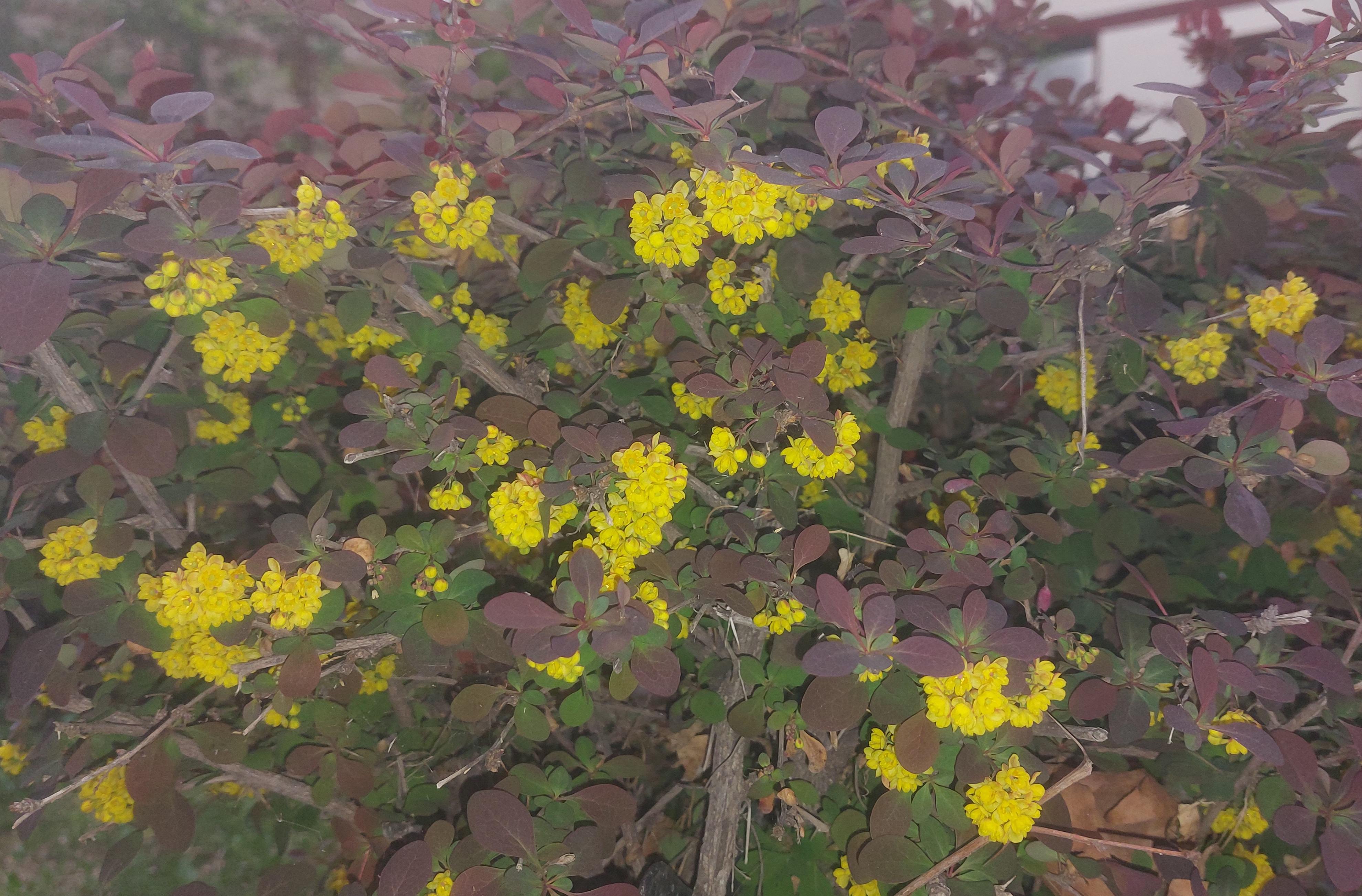
گل های گیاه زرشک زینتی

## نگارخانه

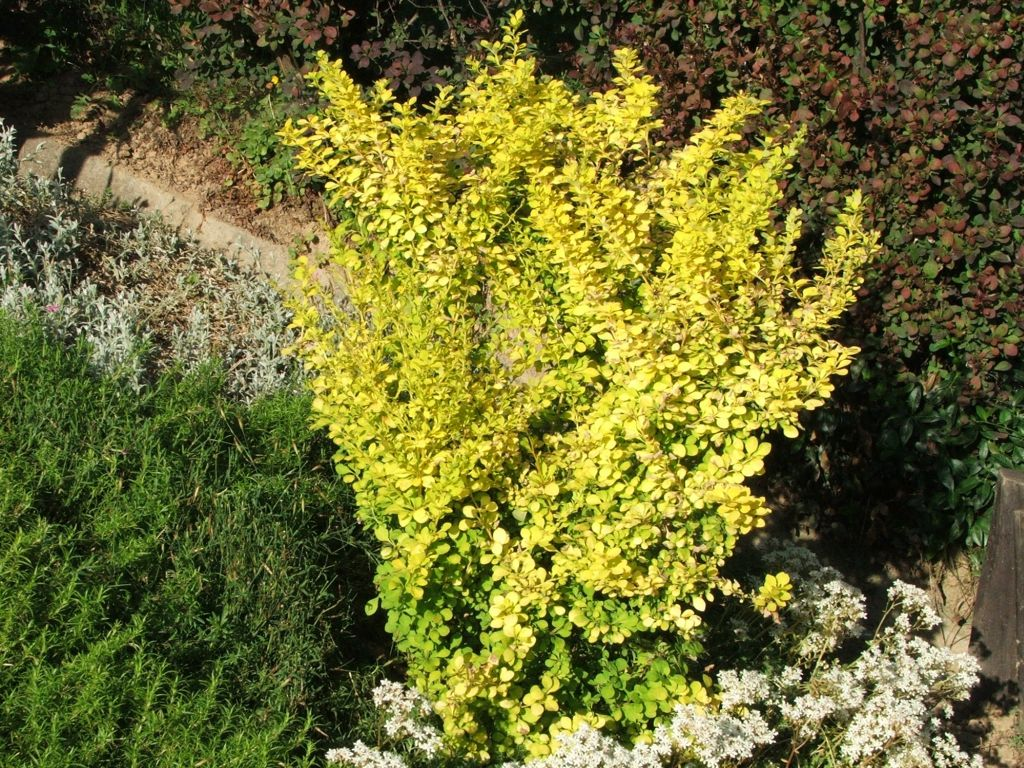
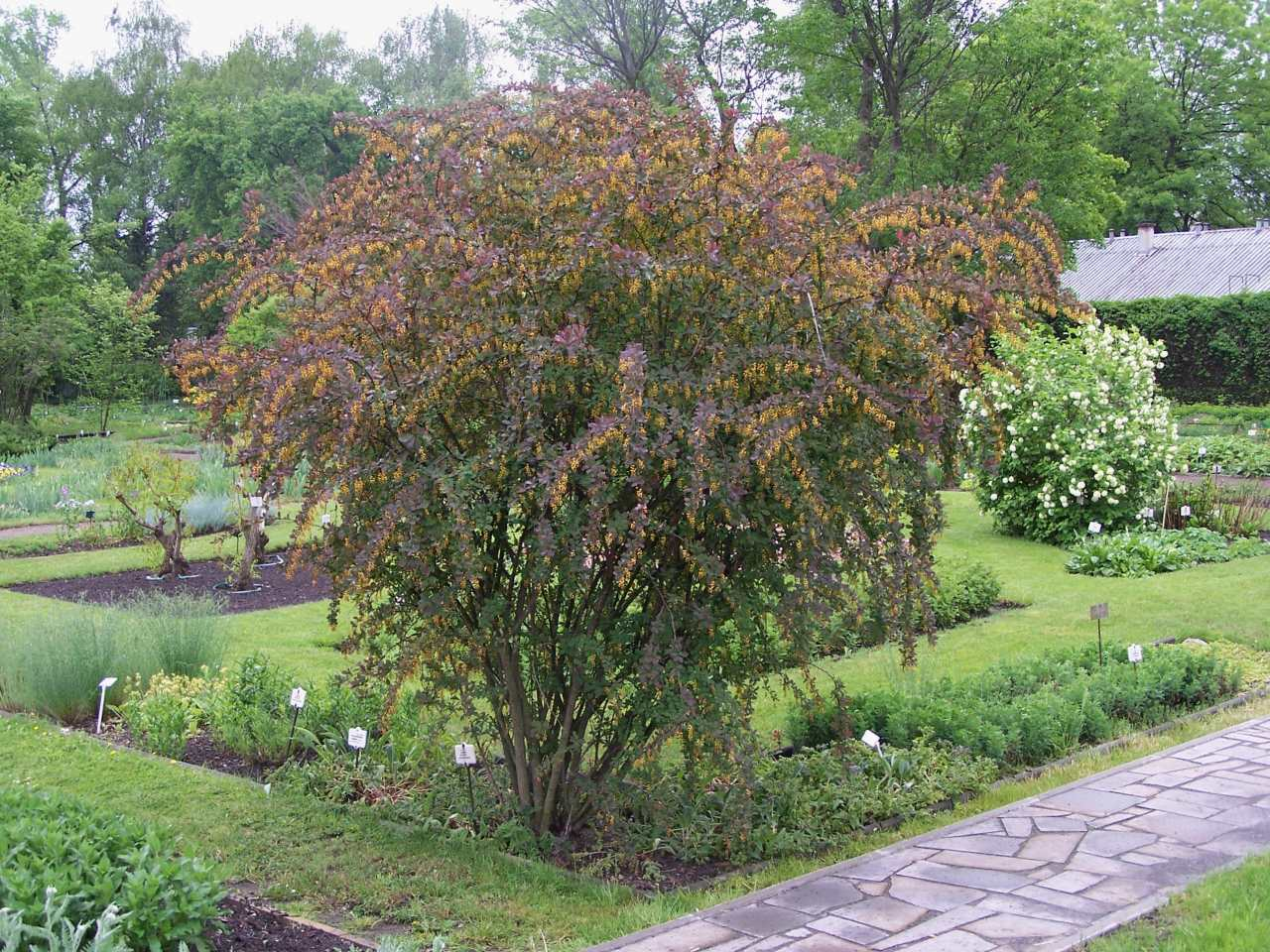
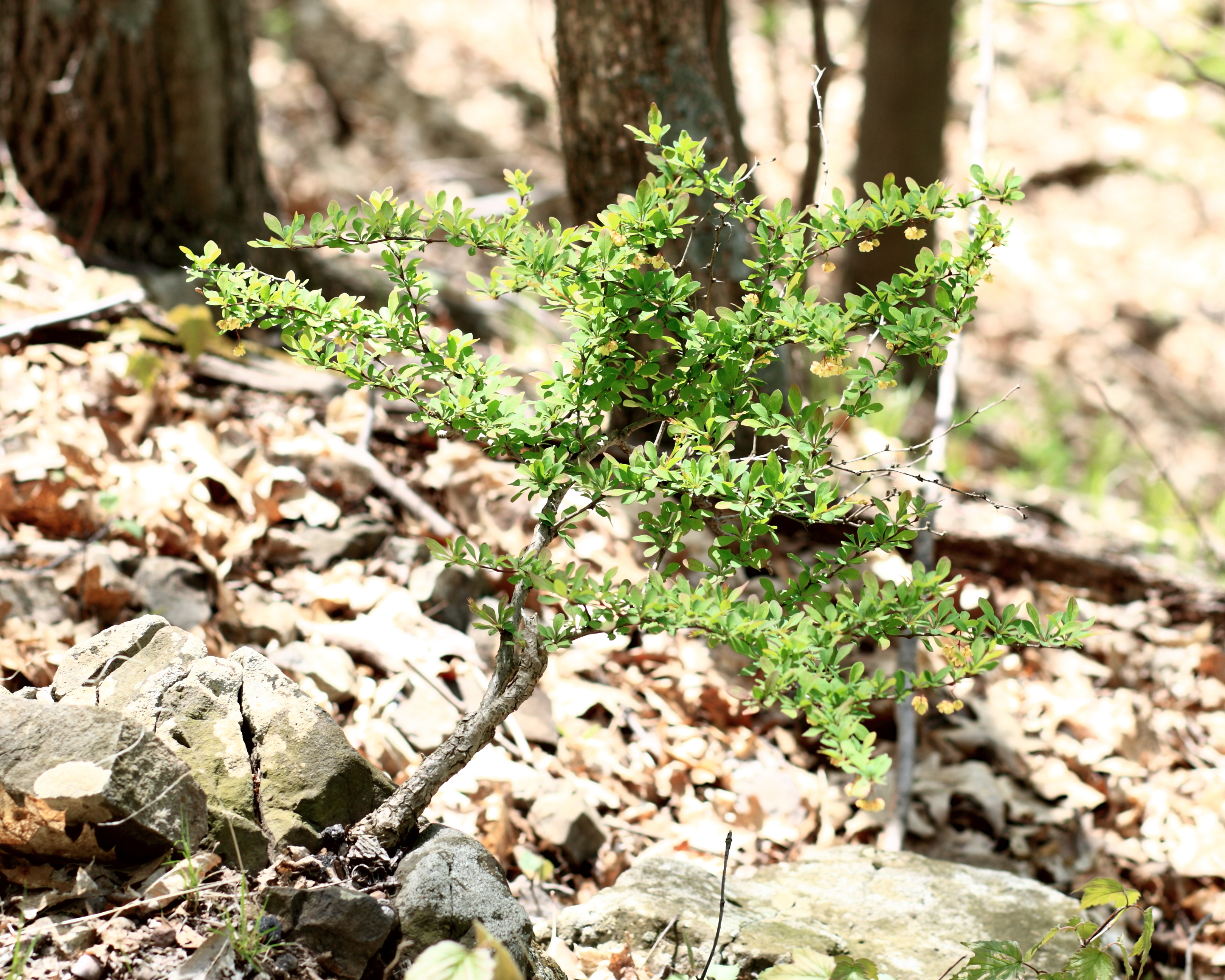